# Leonidas Kyrkos

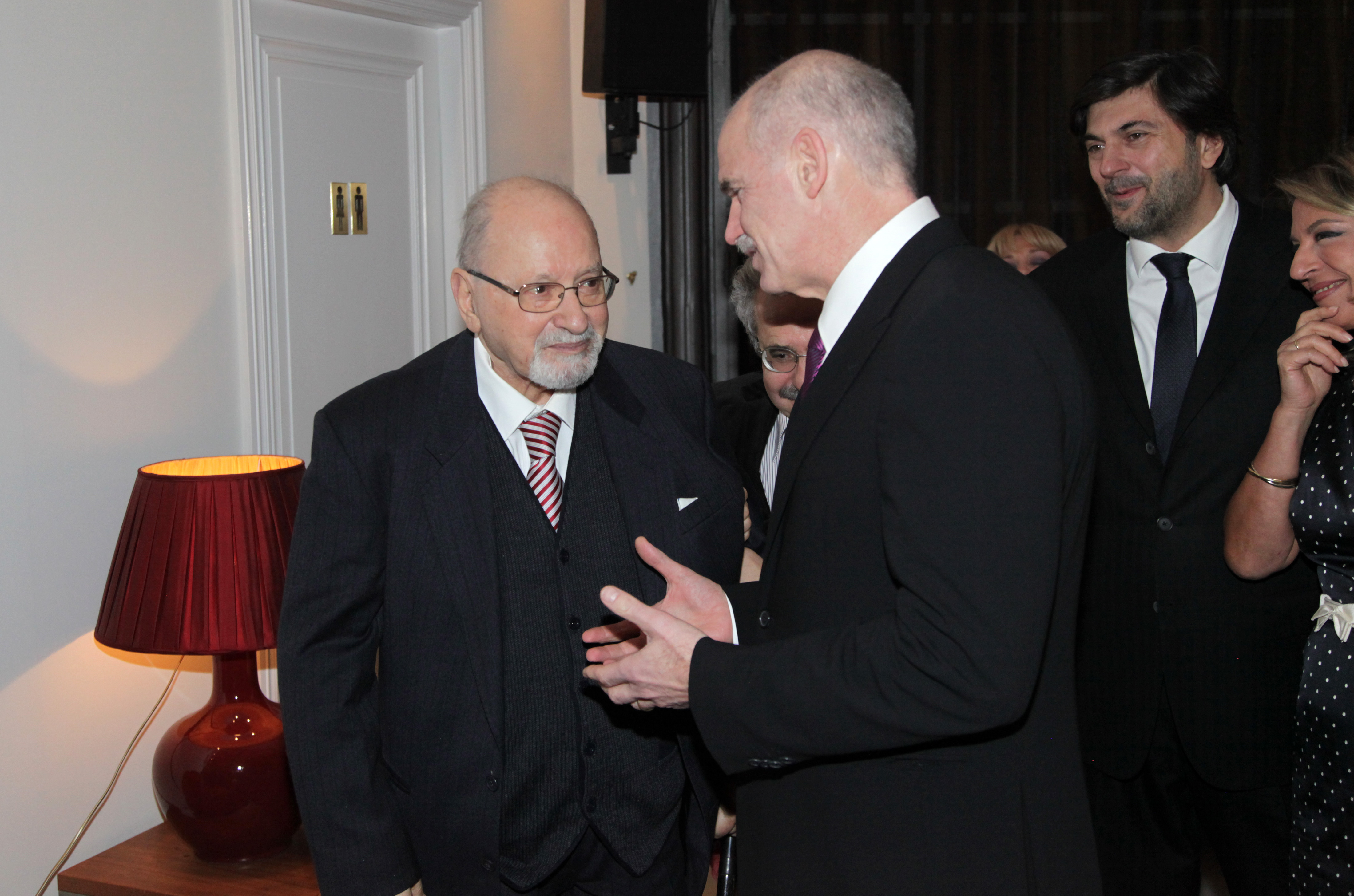
Leonidas Kyrkos (2010)

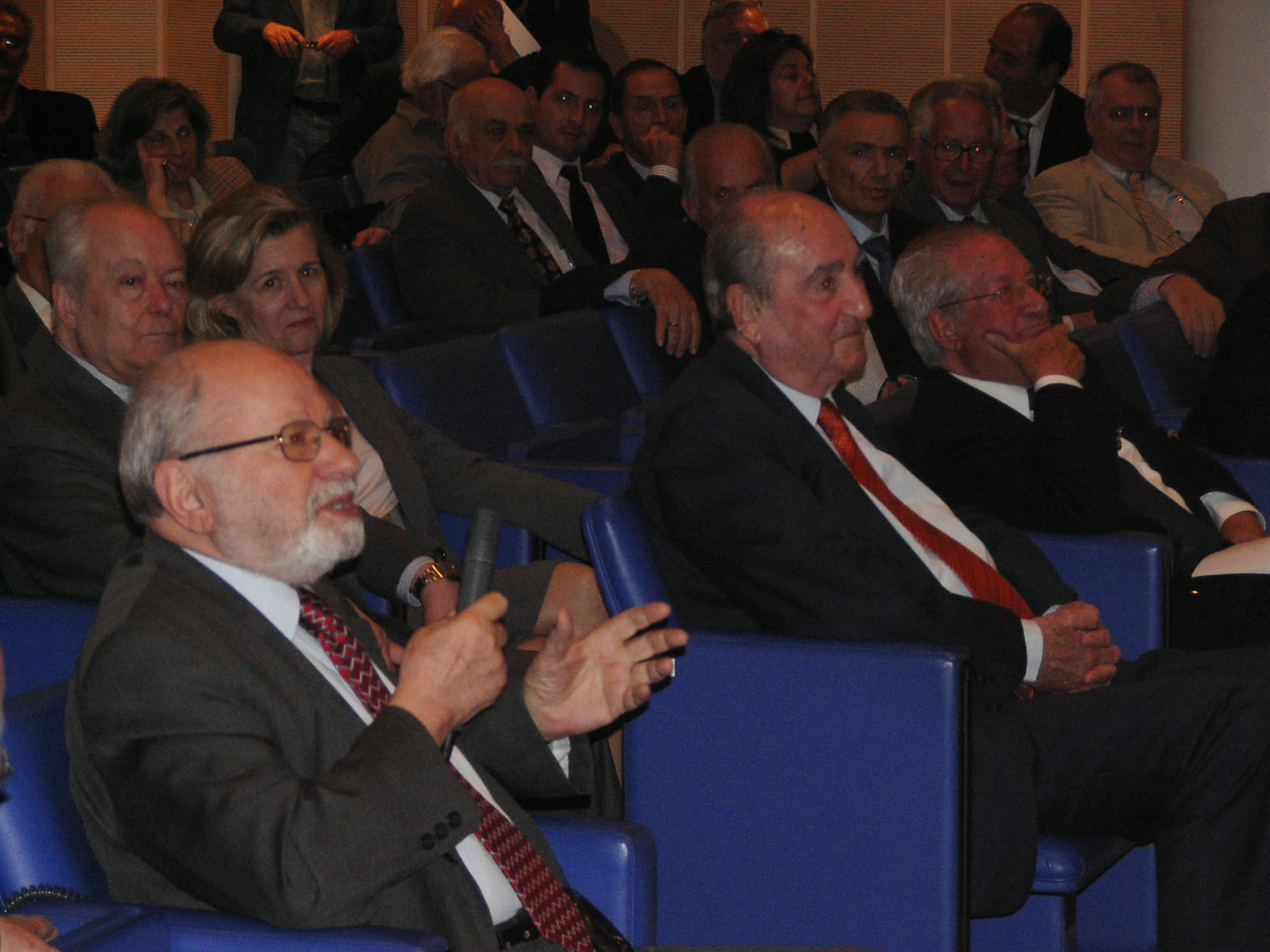
Leonidas Kyrkos (links), neben ihm der ehemalige griechische Premierminister Konstantinos Mitsotakis

Leonidas Kyrkos (* 12. Oktober 1924 in Iraklio, Kreta; † 28. August 2011) war ein griechischer Politiker.

## Leben
Kyrkos wurde 1924 als Sohn des Politikers Michail Kyrkos geboren. In seiner Jugend trat er der kommunistischen Jugendorganisation bei. Er besuchte die medizinische Fakultät der Universität Athen, schloss sein Studium jedoch nicht ab. Stattdessen wurde er ab 1941 im Widerstand gegen die deutschen Besatzungstruppen aktiv.
Während des griechischen Bürgerkrieges wurde er verhaftet und für seine Mitgliedschaft in der Kommunistischen Partei zum Tode verurteilt. Nach internationalen Protesten wurden seine und die Strafe weiterer zum Tode verurteilter Aktivisten im September 1949 in Haftstrafen umgewandelt. 1953 kam er im Zuge einer Amnestie frei. Kyrkos wurde nun als Journalist bei der linken Tageszeitung Avgi tätig. Von 1958 bis 1961 fungierte er als ihr Herausgeber. 1961 wurde er für die Eniea Dimokratiki Aristera in das Parlament gewählt. Als es 1968, hauptsächlich ausgelöst durch die Intervention des Warschauer Paktes in der Tschechoslowakei (siehe Prager Frühling), zur Abspaltung des eurokommunistischen Flügels KKE tou Esoterikoú (KP des Inlands) kam, schloss sich Kyrkos, der der Moskauer Politik kritisch gegenüberstand, der neuen Partei an. 
Während der griechischen Militärdiktatur wurde Kyrkos festgenommen und für fünf Jahre inhaftiert. Nach der Wiedererrichtung der Demokratie 1974 wurde er erneut in das Parlament gewählt und gehörte diesem bis zu seinem Wechsel in das Europäische Parlament 1985 an. Nach seiner Zeit als Europaabgeordneter von 1981 bis 1985 war er von 1989 bis 1993 erneut Abgeordneter im griechischen Parlament.